# الحزب الليبرالي في فنزويلا
الحزب الليبرالي في فنزويلا (بالإسبانية: Gran Partido Liberal de Venezuela) هو حزب سياسي فنزويلي، أسس في 21 أغسطس 1840، وحل في 1899، يقع مقره في كاراكاس.

## أعضاء بارزون
- كود سباركل
- تحديث القائمة

- خوسيه غريغوريو موناغاس
- أنطونيو غوزمان بلانكو
- خواكين كريسبو
- خوسيه تاديو موناغاس
- اجناسيو اندرادي
- خوان كريسوستومو فالكون
- جوليان كاسترو
- Sofía Ímber
- رايموندو أندويثا بالاثيو
- خوان بابلو روخاس بول